# 马达拉骑士浮雕
马达拉骑士浮雕位於保加利亞舒門州舒門的馬達拉村，於1979年列入世界遺產名錄。浮雕刻離地面23米高的岩壁上，雕刻內容的是一位騎士，左手執韁繩，右手剛投擲出一杆長矛，一隻被長矛剌穿的獅子倒臥在他的腳下。浮雕的上面刻有銘文，記述了保加利亞三個不同歷史時期的一些重大事件。